# Jacob Kronika
Jacob Kronika, född 8 januari 1897, död 3 maj 1982, var en dansk journalist.
Jacob Kronika var efter tjänstgöring under första världskriget i den tyska armén verksam i den dansksinnade tidningspressen på tyskt språk i Sydslesvig 1919–1931. Kronika ägnade sig med starkt intresse åt Sydslesvigs sak och blev 1946 vice ordförande, i den nyupprättade Sydslesvigske Førening. Han var under långa perioder korrespondent i Berlin åt Nationaltidende, Svenska Dagbladet med flera tidningar, både under den nationalsocialistiska regimens tid och efter 1945. Bland hans skrifter märks Berlins Undergång (1945).